# Cambarellus blacki
Cambarellus blacki là một loài tôm sông trong họ Cambaridae. Nó là loài đặc hữu của Florida.